# Komparativní lingvistika
Komparativní lingvistika (též srovnávací jazykověda) je jazykovědný obor, studující příbuznost jazyků srovnáváním jednotlivých jazykových úrovní (např. lexika, části gramatiky atd.). Vytváří teorie jazykové klasifikace a třídí jazyky do jazykových rodin. Snaží se o rekonstrukci společného prajazyka.